# 迈索尔
迈索尔是印度南部卡纳塔克邦城市，也是該邦的文化中心，与喀拉拉邦接壤。
迈索尔位于伽蒙迪神山山麓，在卡纳达语意思中是印度神话中的大魔神玛依刹居住的地方，传说玛依刹被伽蒙迪女神杀死，现在在神山山顶有伽蒙迪女神庙。迈索尔盛产茉莉，有自己独特的绘画和纱丽品种。
历史上迈索尔长期是迈索尔王国（1399年－1947年）的首都。目前迈索尔的经济支柱主要是旅游业和软件产业，是印度仅次于班加罗尔的第二大软件出口城市。
迈索尔以其历史建筑著称，包括迈索尔王宫。在十胜节（Dasara）期间，该市接待来自全世界的大量游客。

## 旅游
迈索尔本身是一个重要的旅游胜地，又是探索附近其他旅游景点的基地。 在为期十天的十胜节（Dasara）期间，该市接待大量游客。 印度参观人数最多的古迹之一，迈索尔王宫，是十胜节庆祝活动的中心。 城市中的其他宫殿，还有贾甘莫哈纳宫（Jaganmohana Palace）、沙雕博物馆贾亚拉克什米别墅（Jayalakshmi Vilas）和拉利塔宫（Lalitha Mahal）。位于伽蒙迪神山山顶的伽蒙迪女神庙（Chamundeshwari Temple）、天主教迈索尔圣女斐肋米纳主教座堂、卫斯理大教堂，都是迈索尔著名的宗教场所。

## 图集

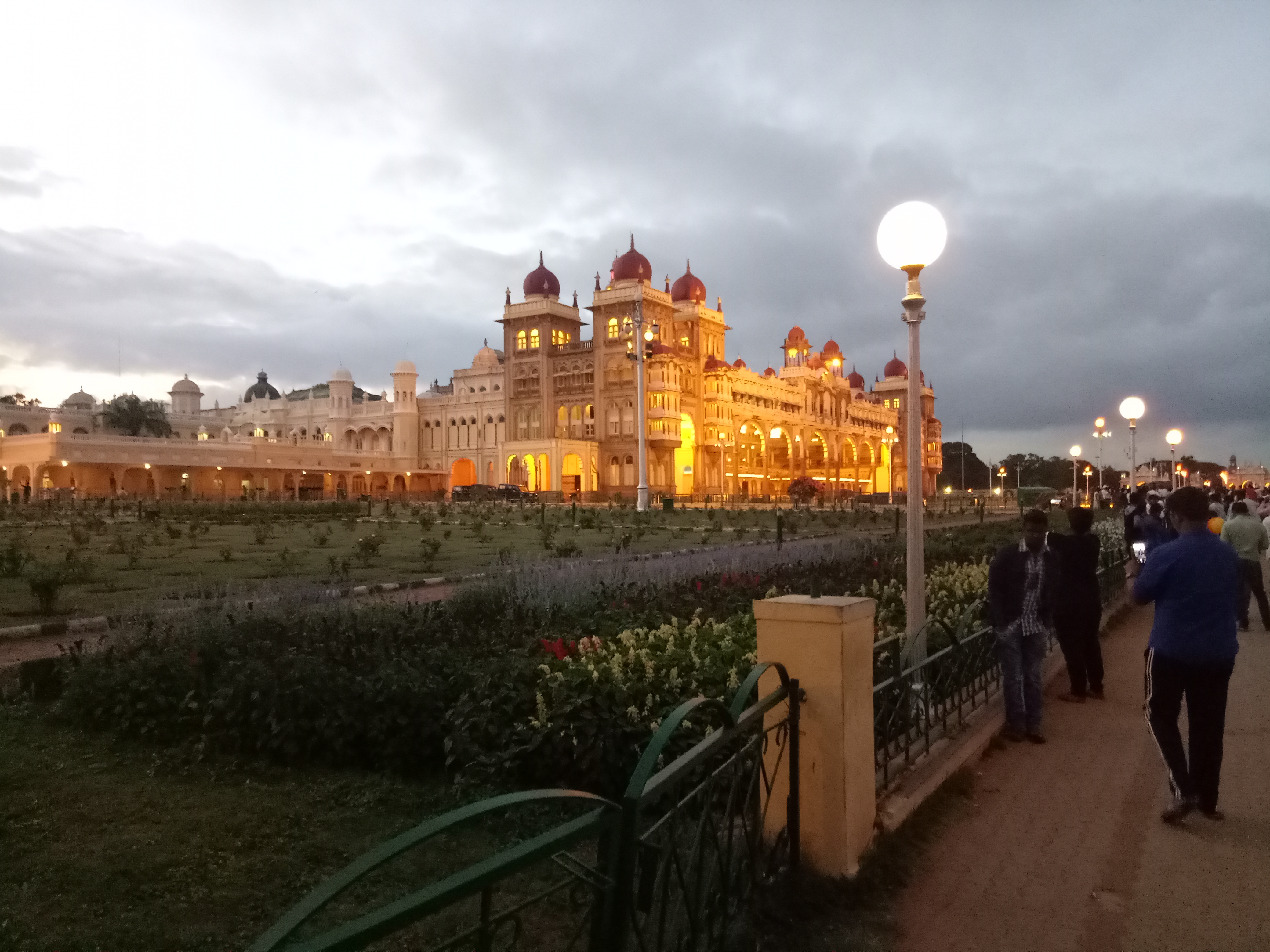
迈索尔王宫
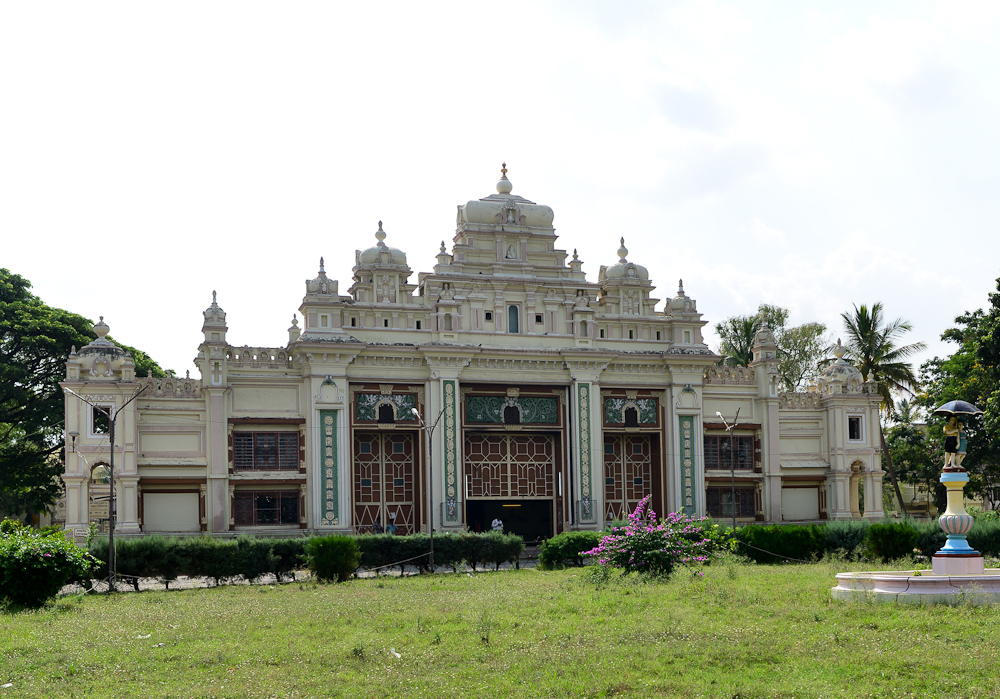
Jaganmohana 宫
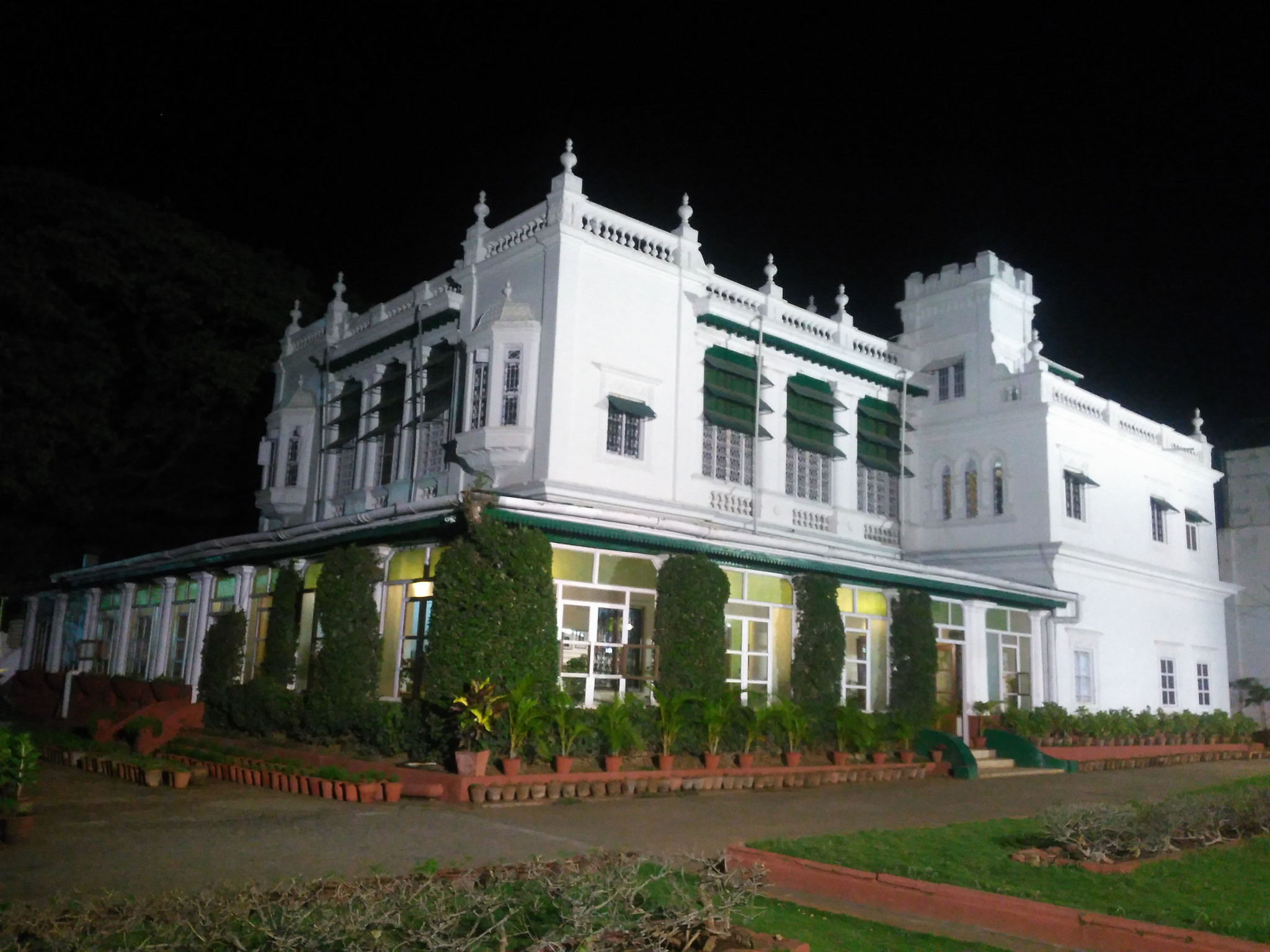
Chittaranjan 宫
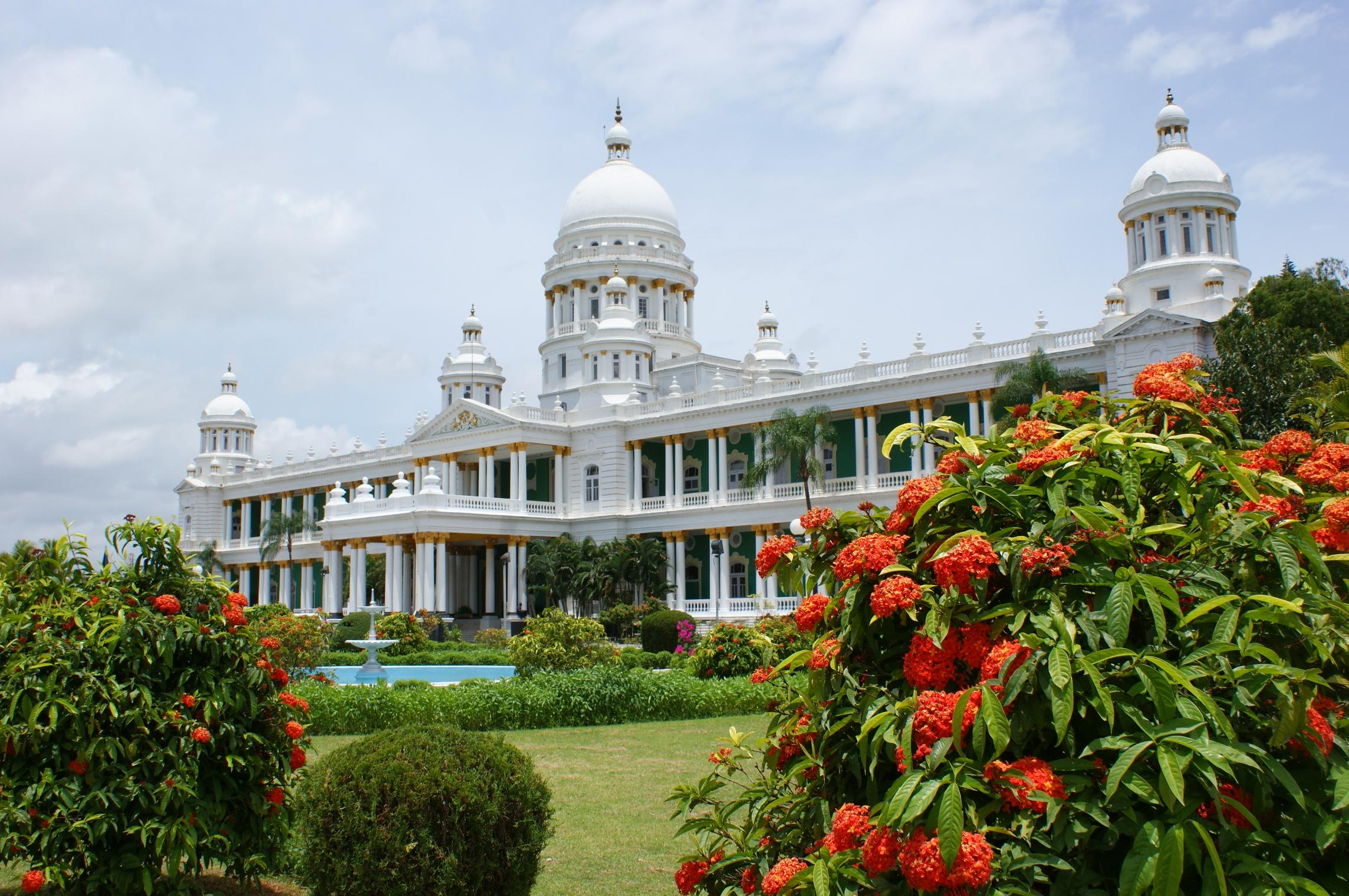
Lalithamahal 宫
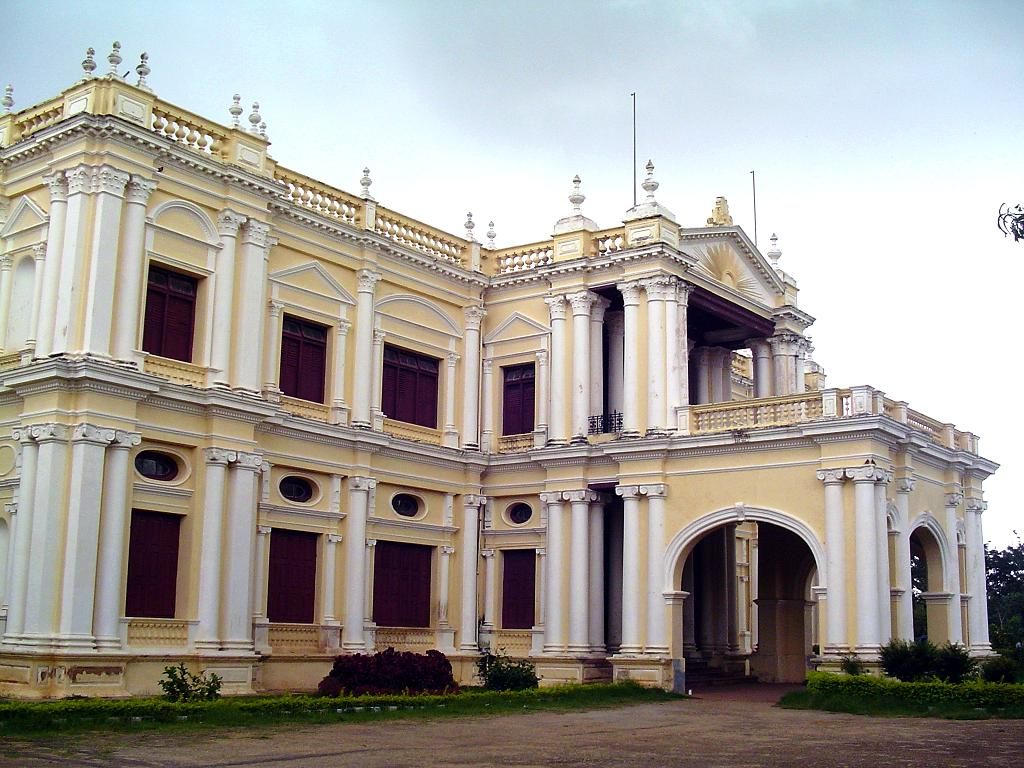
Jayalakshmi 别墅
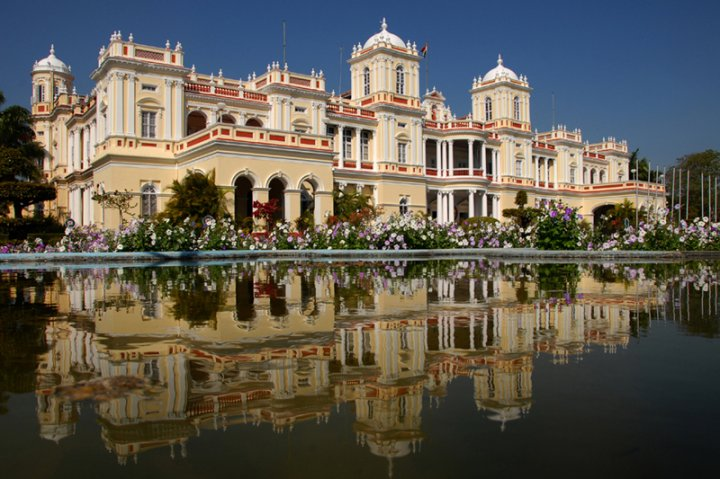
Cheluvamba 别墅
迈索尔大学
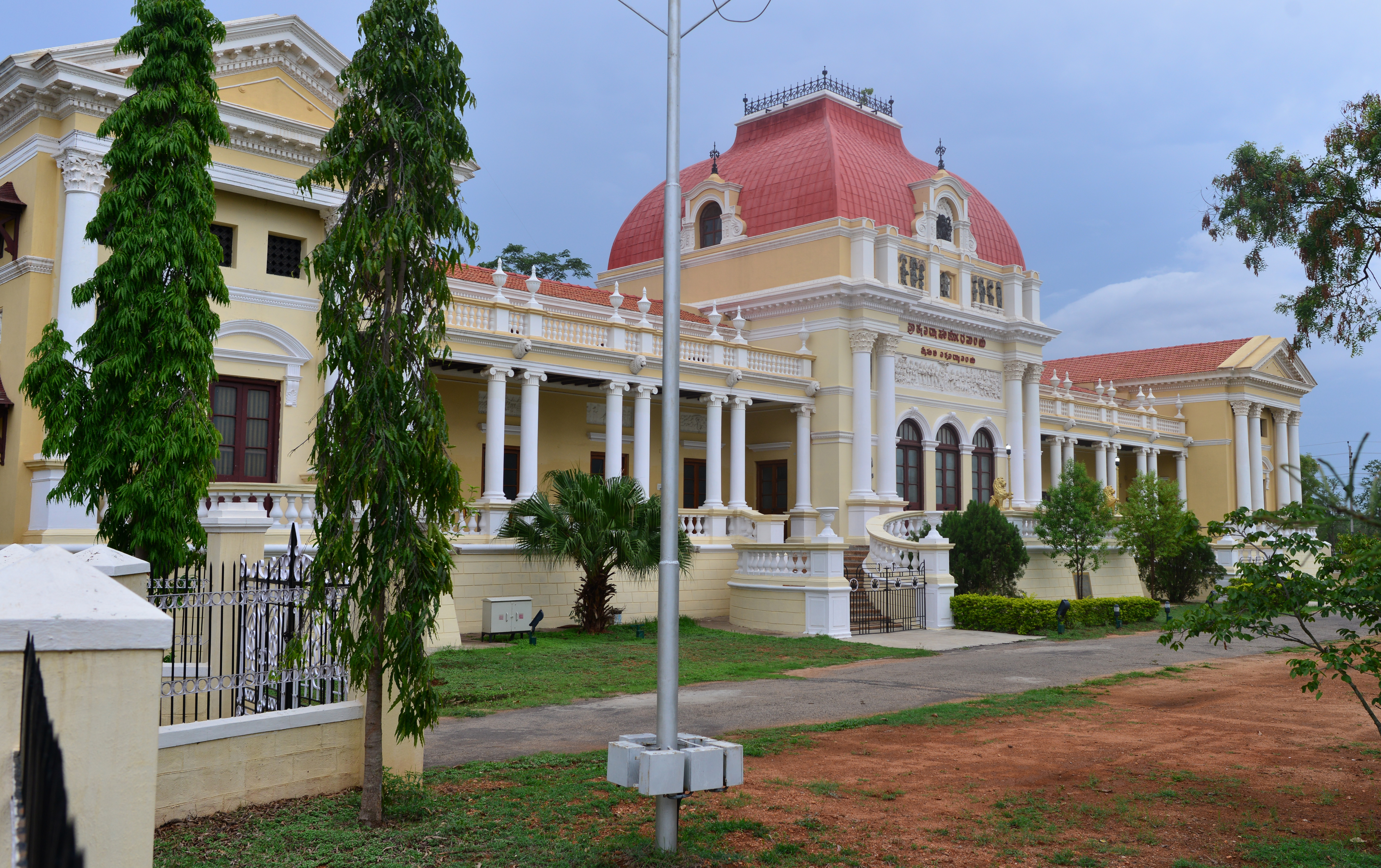
Oriental Research Institute 图书馆
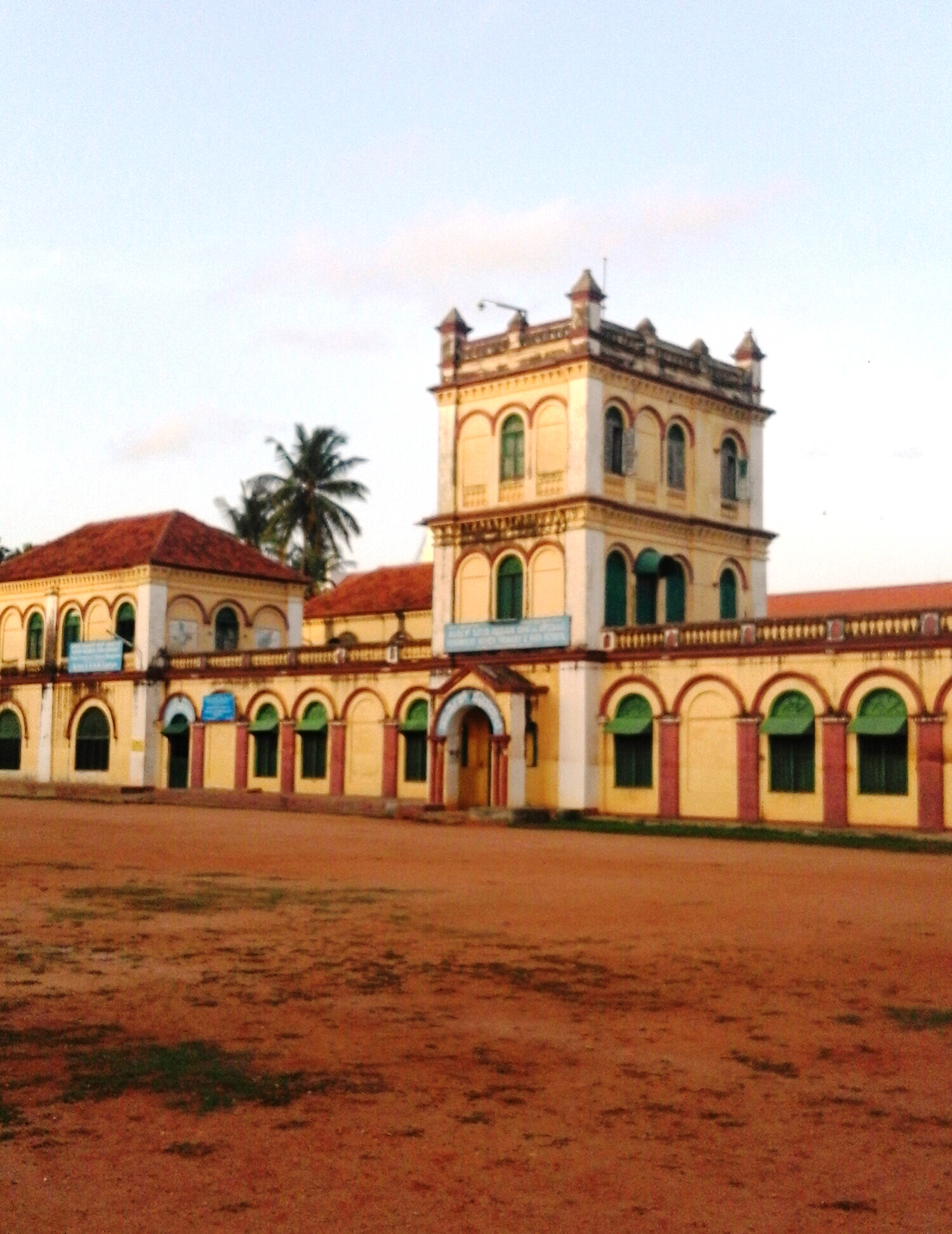
Hardwick 中学
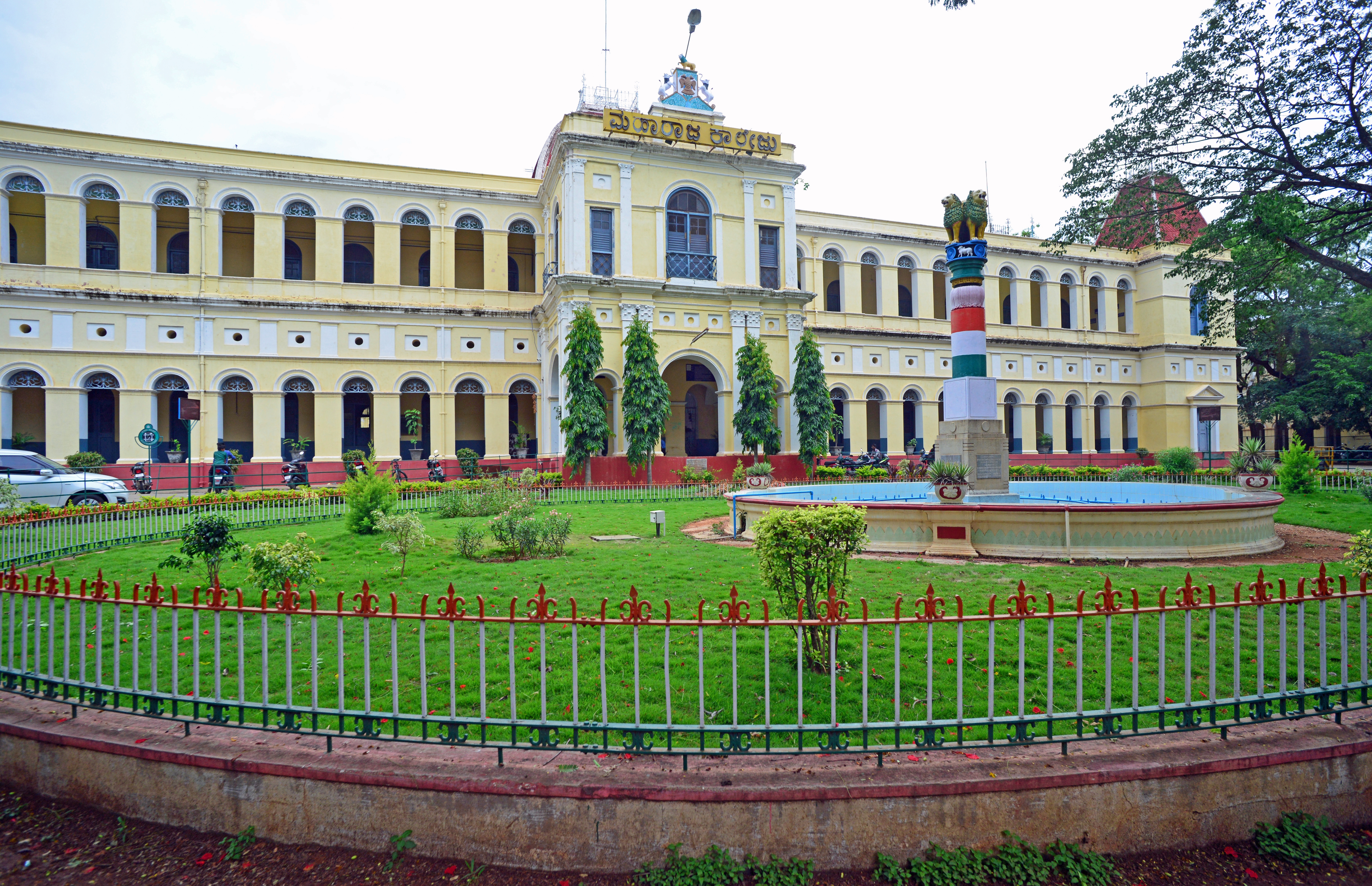
Maharaja's College
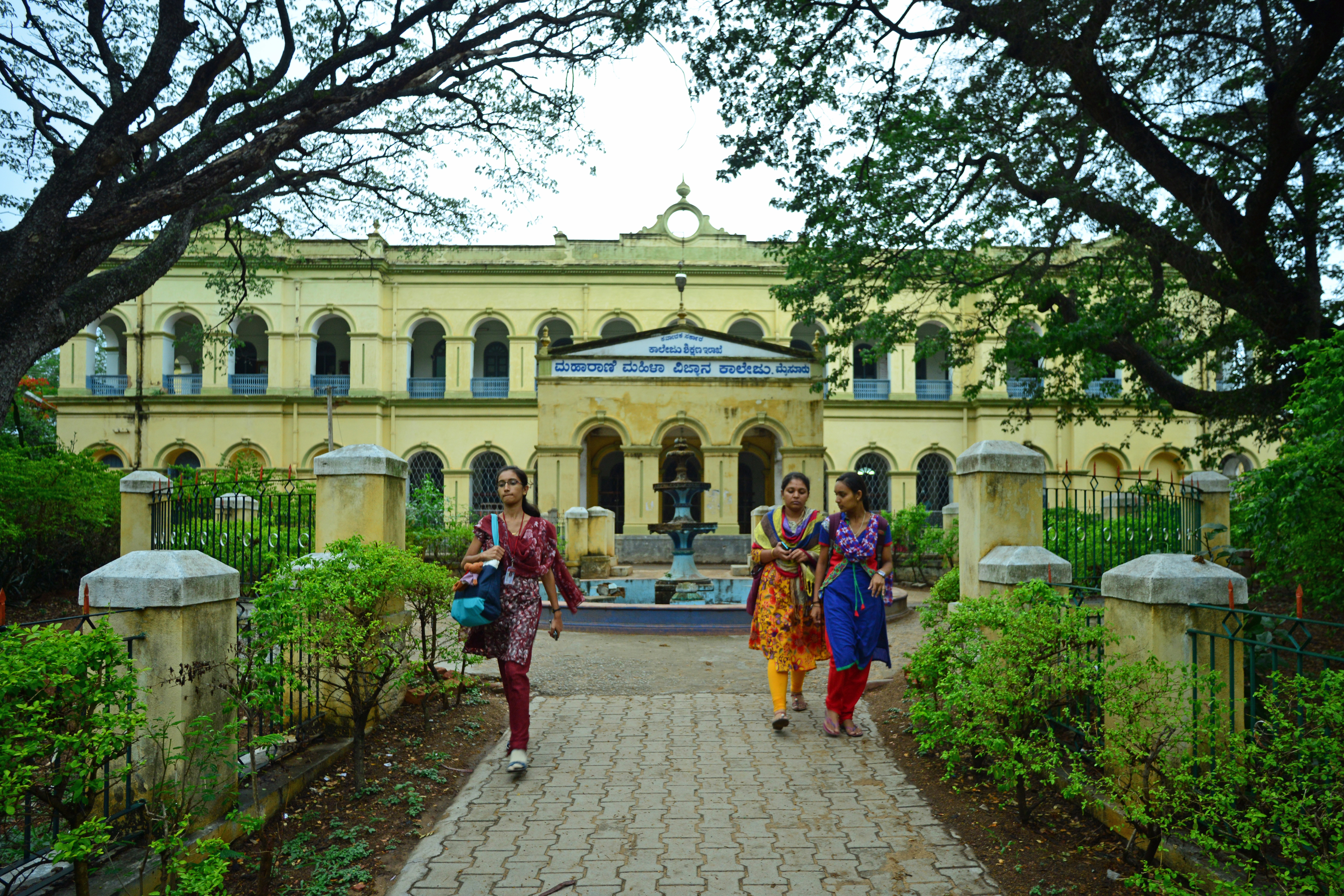
Maharani's College
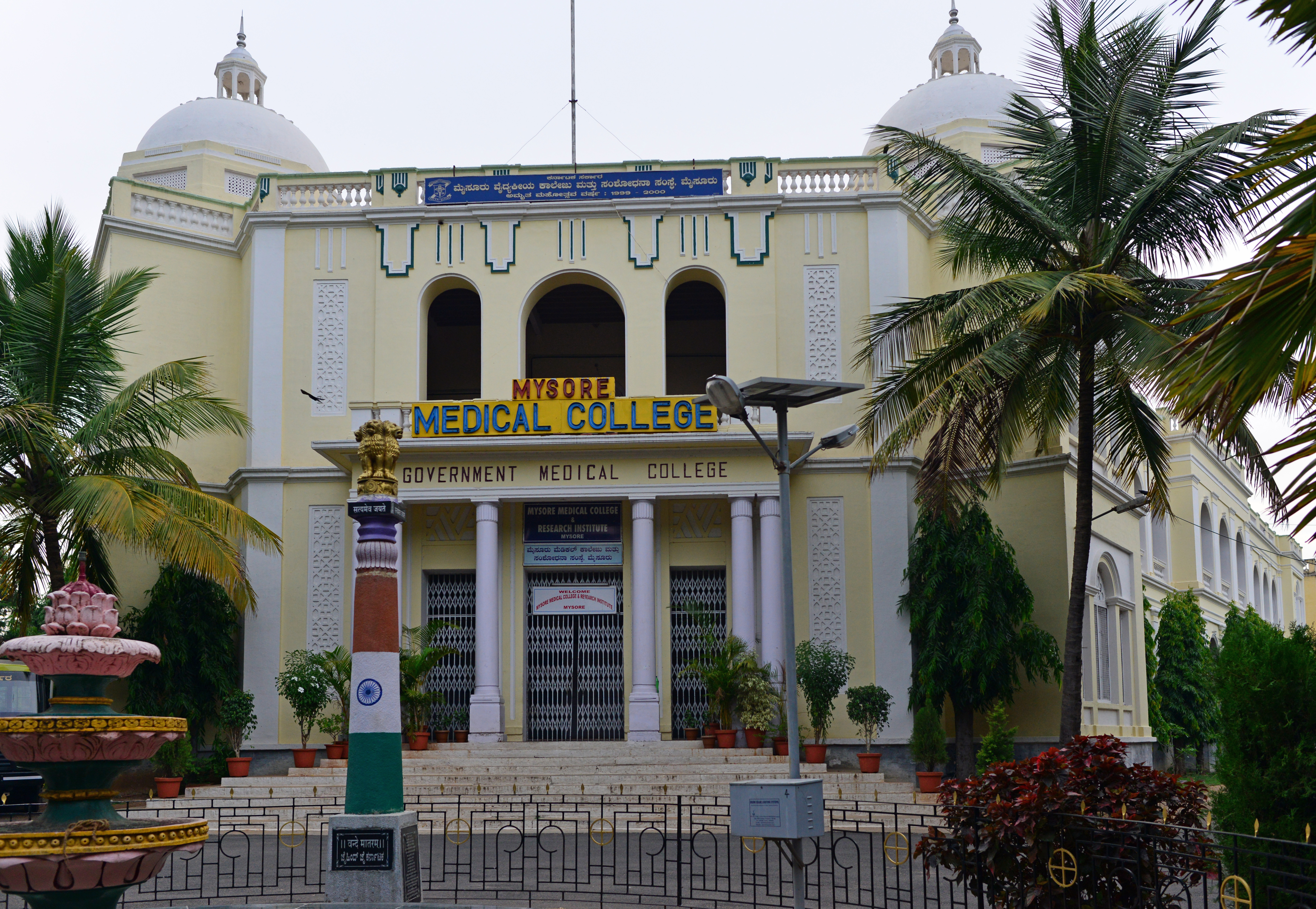
医学院
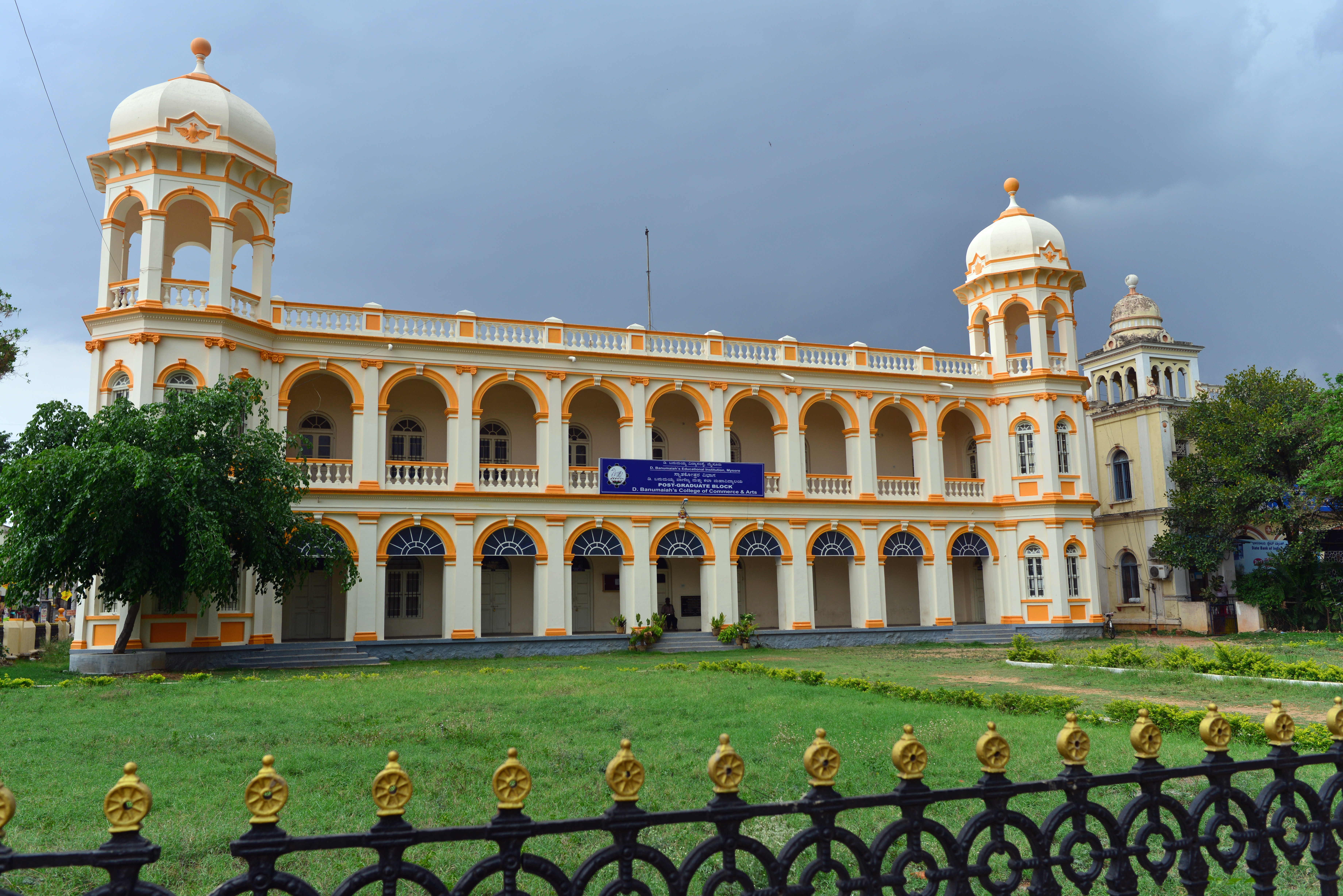
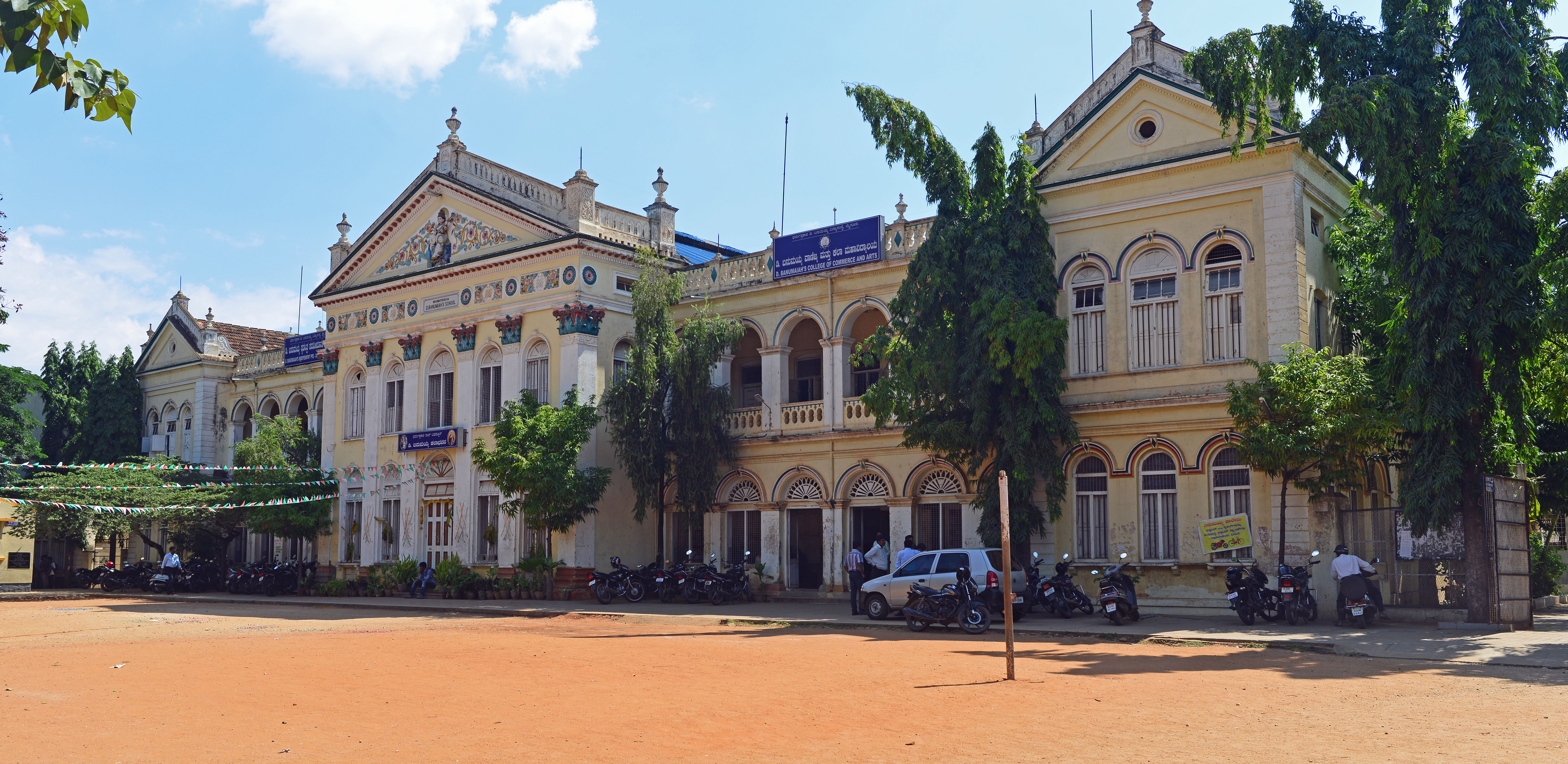
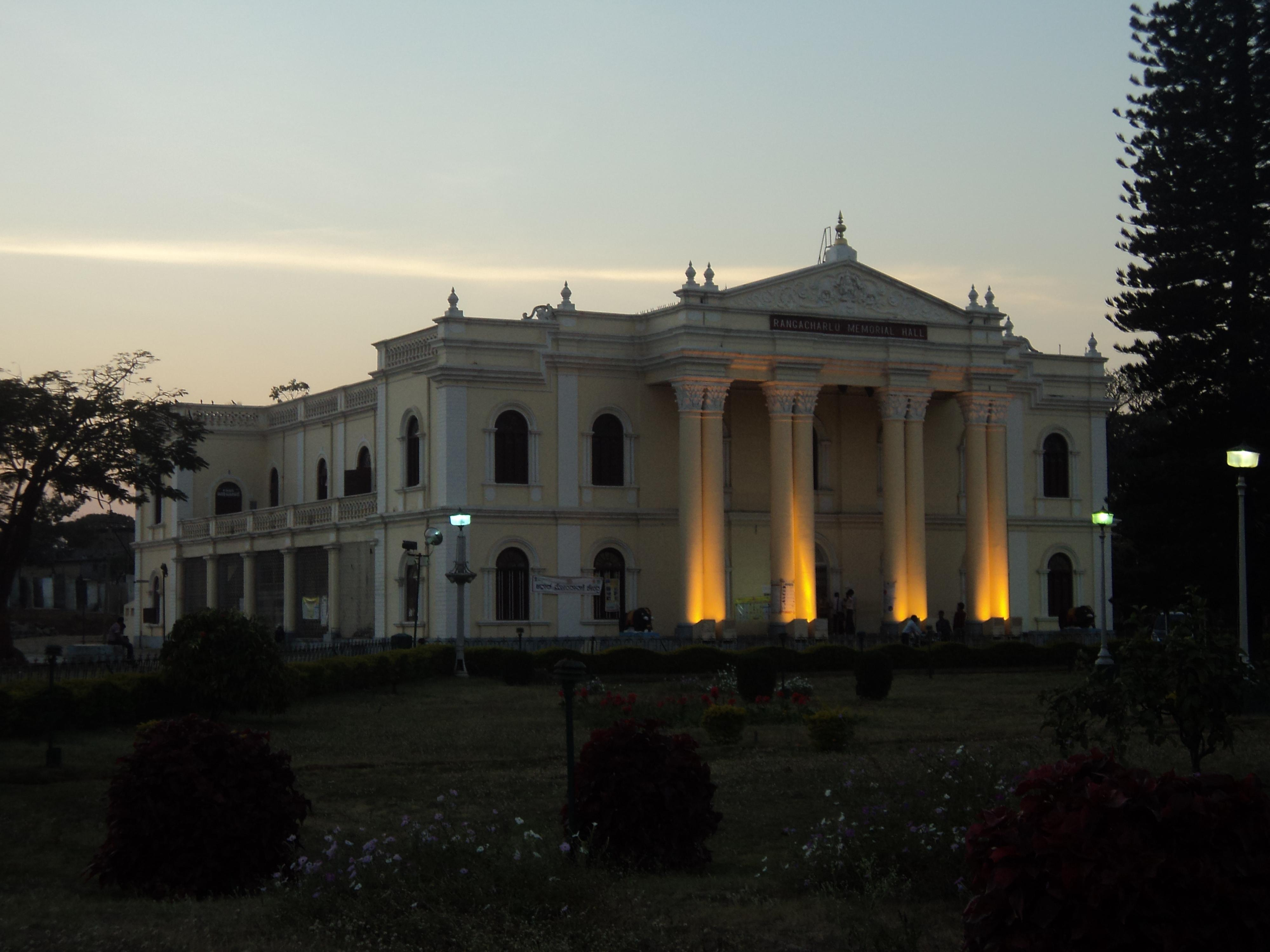
市政厅
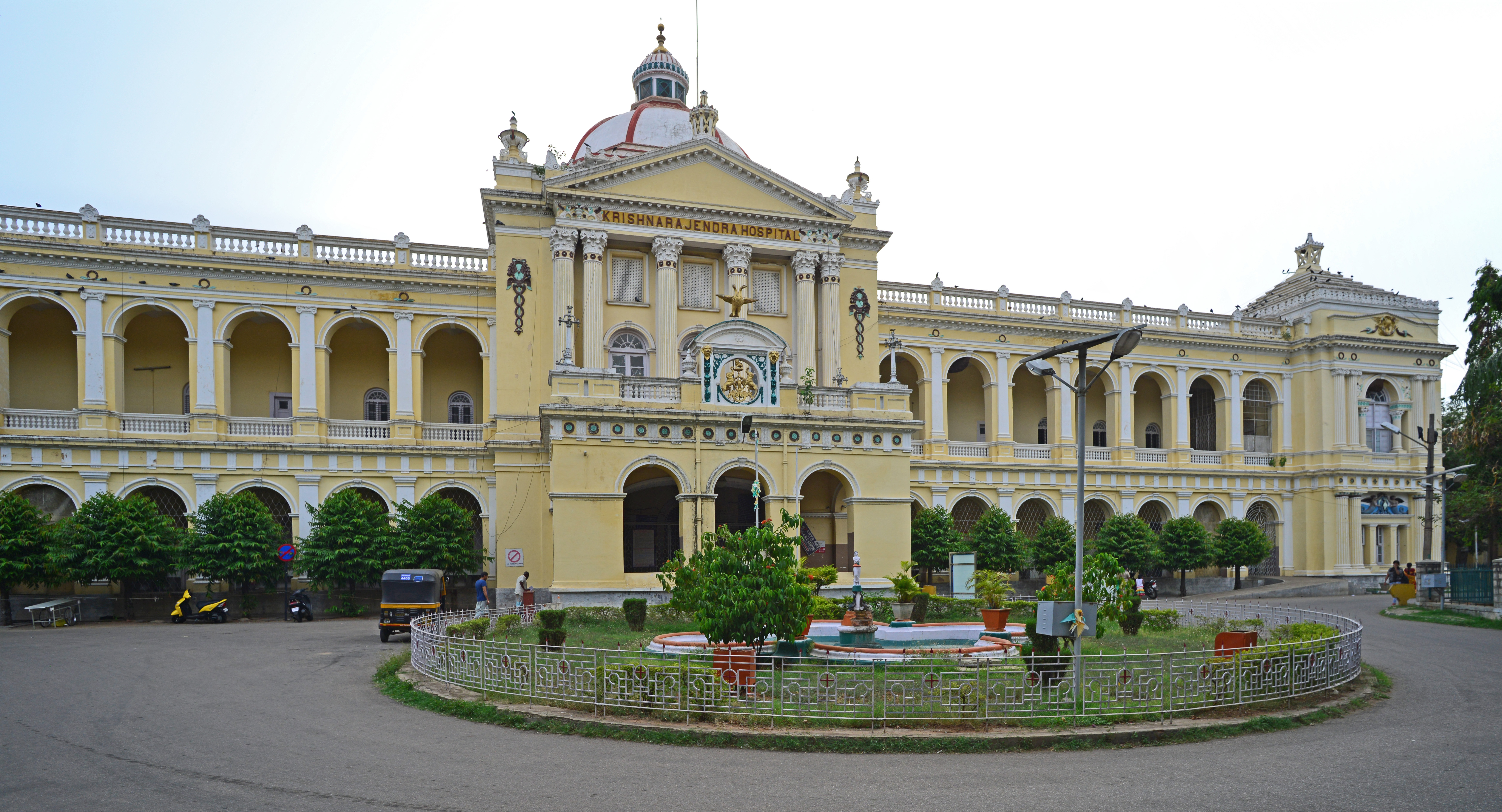
Krishnarajendra 医院
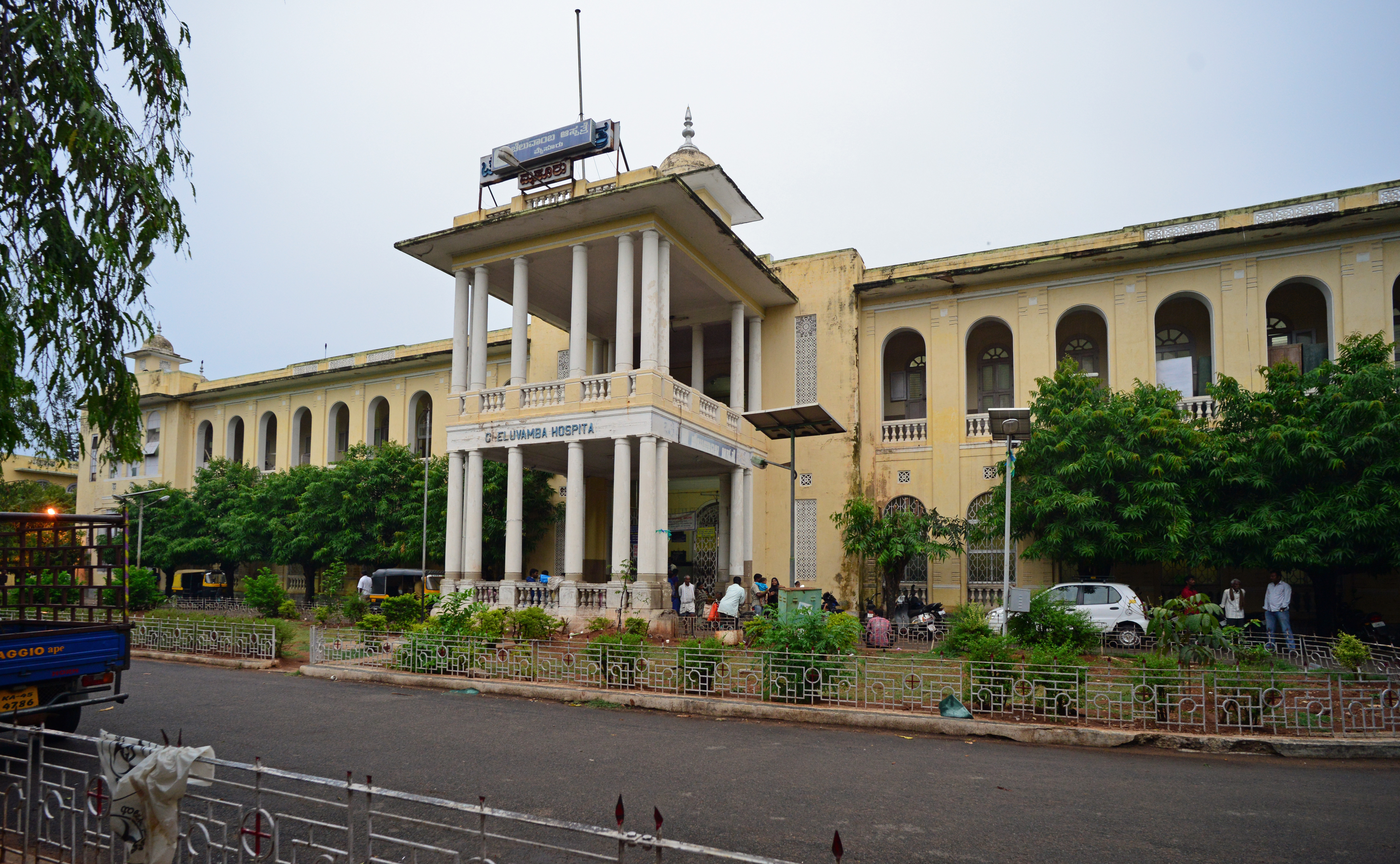
Cheluvamba 医院
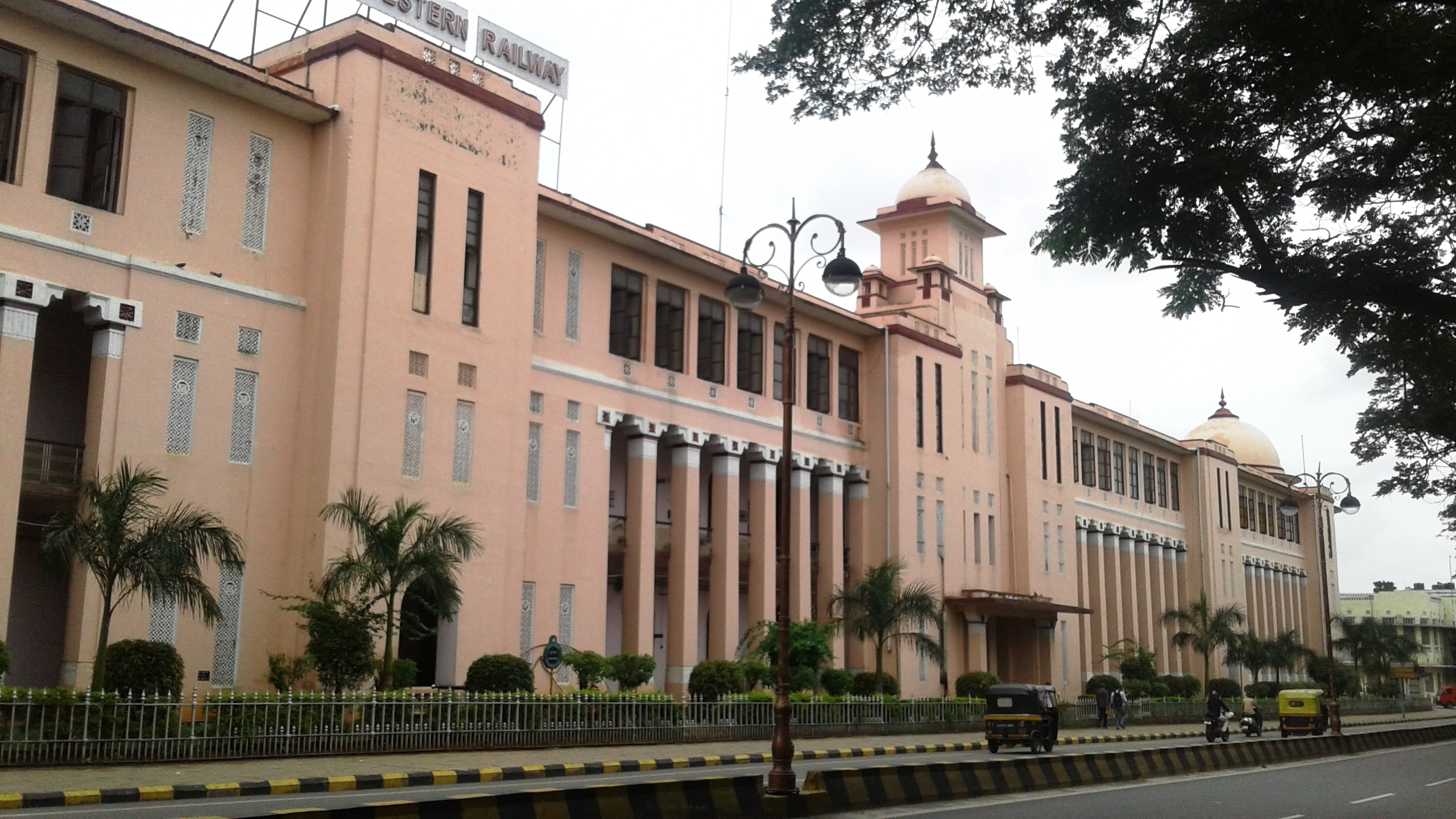
火车站
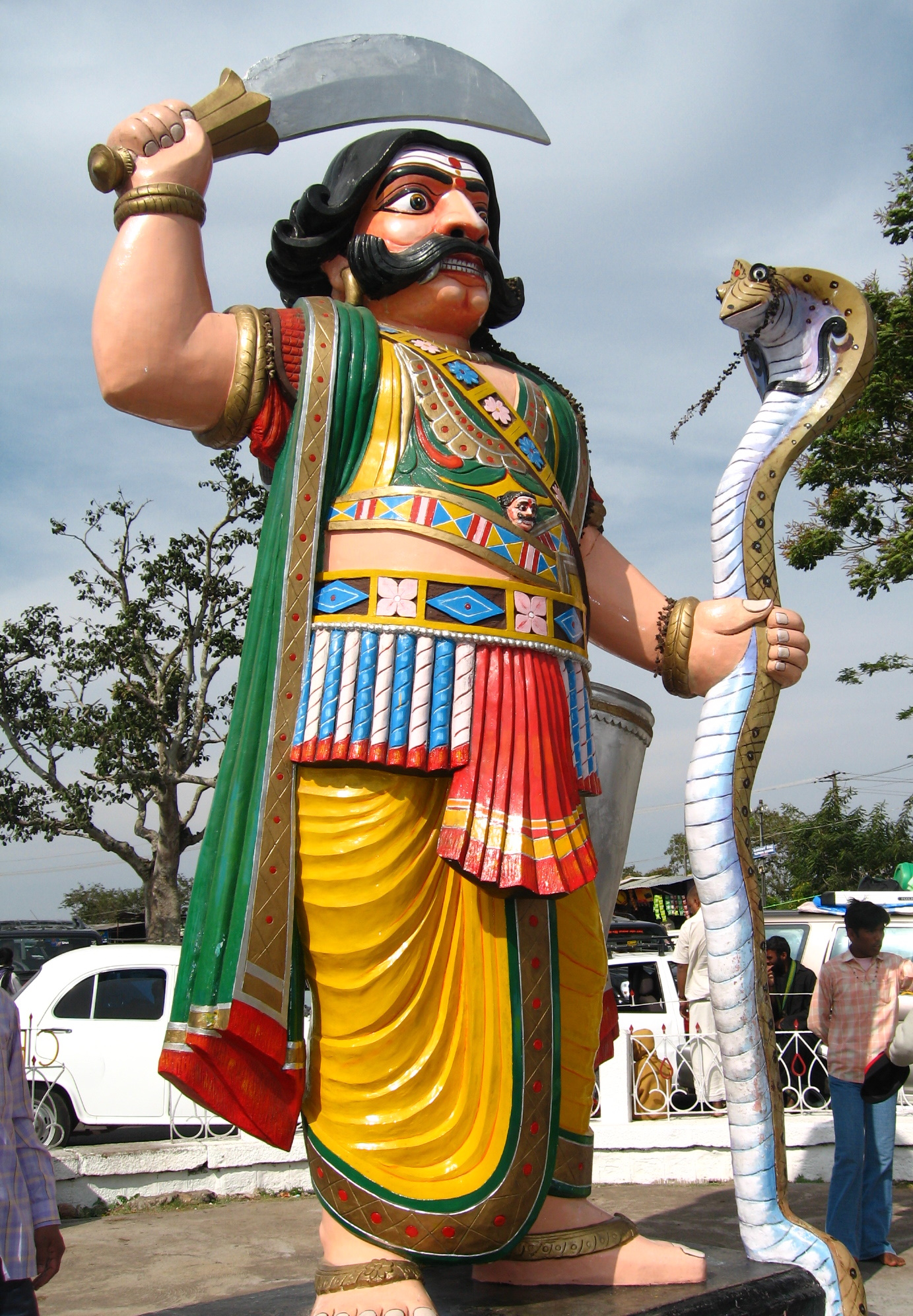
大魔神玛依刹像
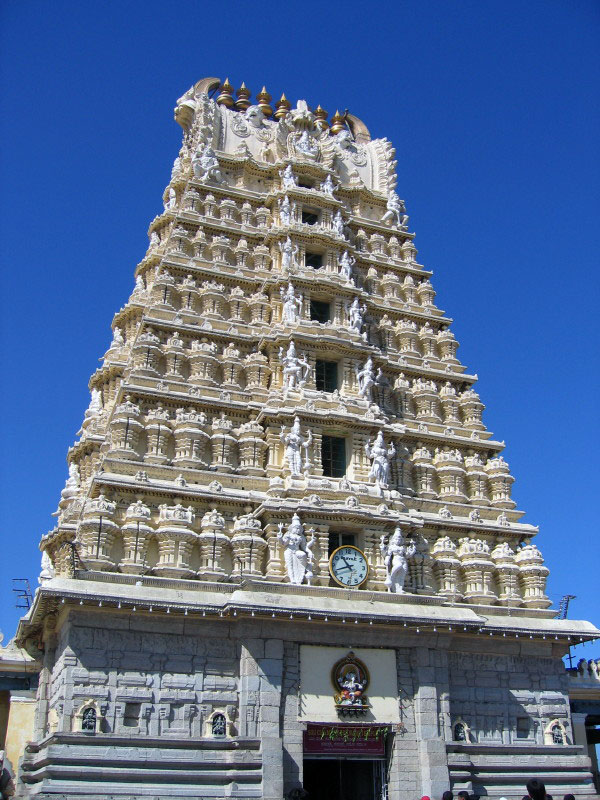
伽蒙迪女神庙
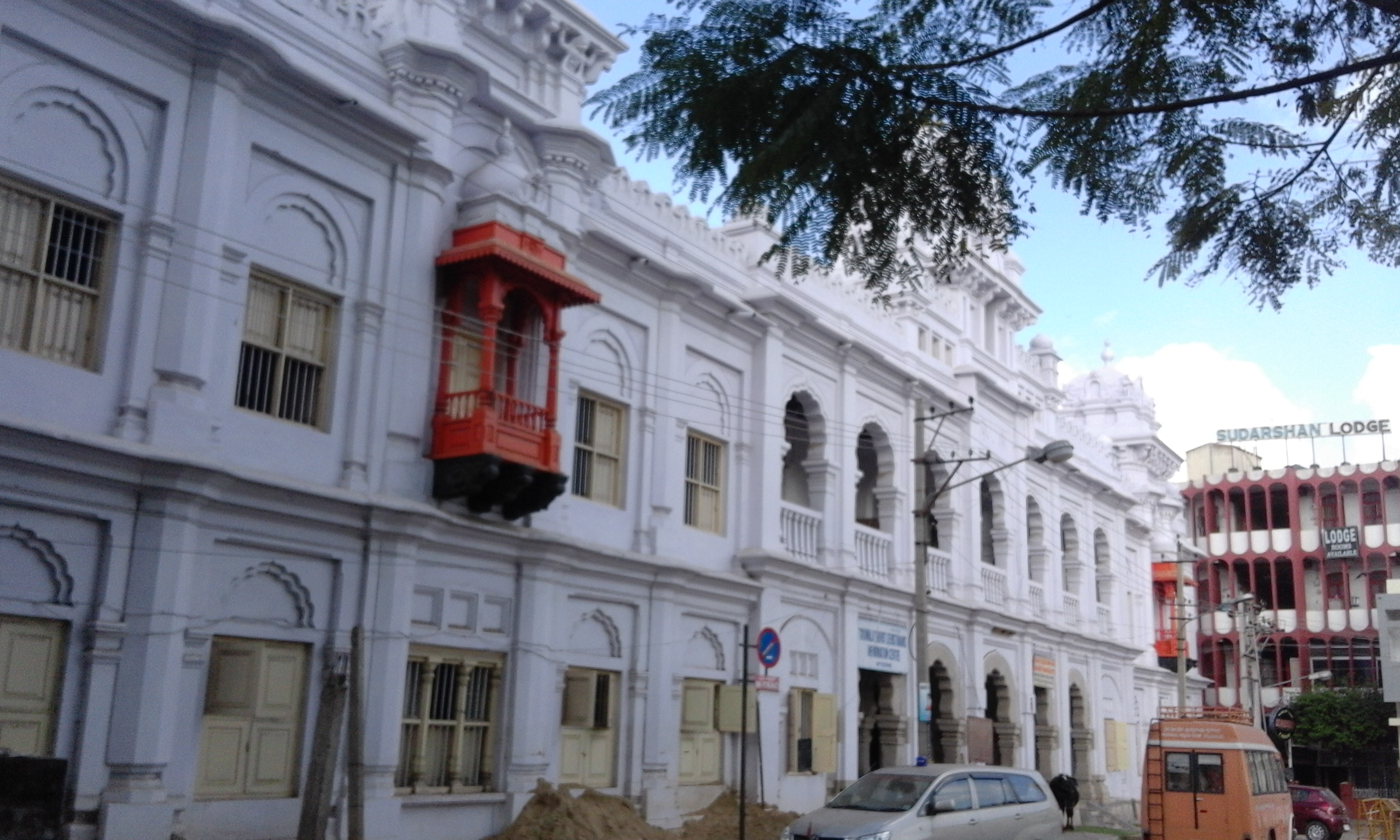
The Parakala Mutt
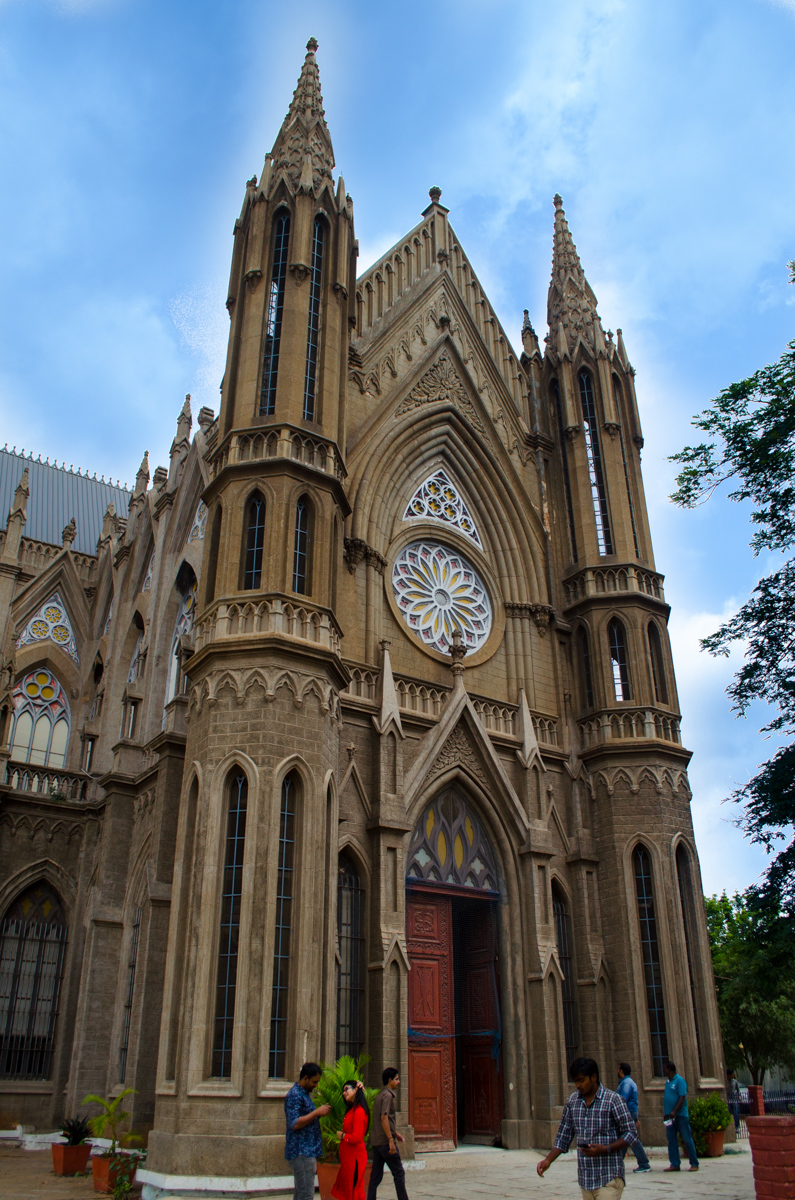
天主教迈索尔圣女斐肋米纳主教座堂

## 備註
1. ↑  另作Mysuru